# Station Gliwice Kuźnica
Station Gliwice Kuźnica is een spoorwegstation in de Poolse plaats Gliwice.